# Гёрлих, Гюнтер
Гюнтер Гёрлих (нем. Günter Görlich, 6 января 1928, Бреслау, Германская империя, ныне Вроцлав, Польша — 14 июля 2010, Берлин, Германия) — немецкий (восточногерманский) писатель. Председатель Берлинского отделения Союза писателей ГДР, дважды лауреат Национальной премии ГДР.

## Биография и творчество

### Основные произведения
- «Чёрный Петер» (1958)
- «Самое дорогое и смерть» (1963)
- «Неудобная любовь» (1965)
- «Автомобильная авария» (1967)
- «Чуть ближе к облакам» (1971)
- «Возвращение на родину, в страну незнакомую» (1974)
- «Извещение в газете» (1976)
- «Шанс мужа» (1982)

## Публикации на русском языке
- Гёрлих Г. Извещение в газете: Повесть. Пер. с нем. — М.: Прогресс, 1982. — 264 с. — (Современная зарубежная повесть).
- Гёрлих Г. Девочка и мальчик: Повесть. Пер с нем. Каринцевой М. - М.: Детская литература, 1984. - 160 с.

## Премии и награды
- Премия Объединения свободных немецких профсоюзов (1960, 1966)
- Медаль имени Эриха Вайнерта (1962)
- Национальная премия ГДР (1971, 1978)